# Shahpura (Jabalpur)
Shahpura è una suddivisione dell'India, classificata come nagar panchayat, di 11.961 abitanti, situata nel distretto di Jabalpur, nello stato federato del Madhya Pradesh. In base al numero di abitanti la città rientra nella classe IV (da 10.000 a 19.999 persone).

## Geografia fisica
La città è situata a 23° 10' 10 N e 79° 39' 14 E.

## Società

### Evoluzione demografica
Al censimento del 2001 la popolazione di Shahpura assommava a 11.961 persone, delle quali 6.214 maschi e 5.747 femmine. I bambini di età inferiore o uguale ai sei anni assommavano a 1.663, dei quali 870 maschi e 793 femmine. Infine, coloro che erano in grado di saper almeno leggere e scrivere erano 8.640, dei quali 4.814 maschi e 3.826 femmine.